# Medouze
Pour l’article homonyme, voir Ann-Estelle Médouze.
 (juin 2020).

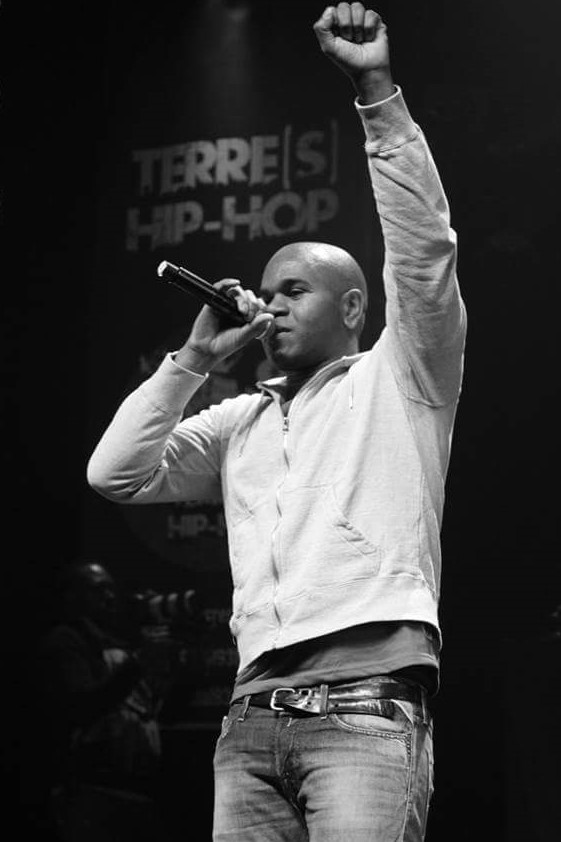
Medouze en concert au Festival Terre(s) Hip Hop

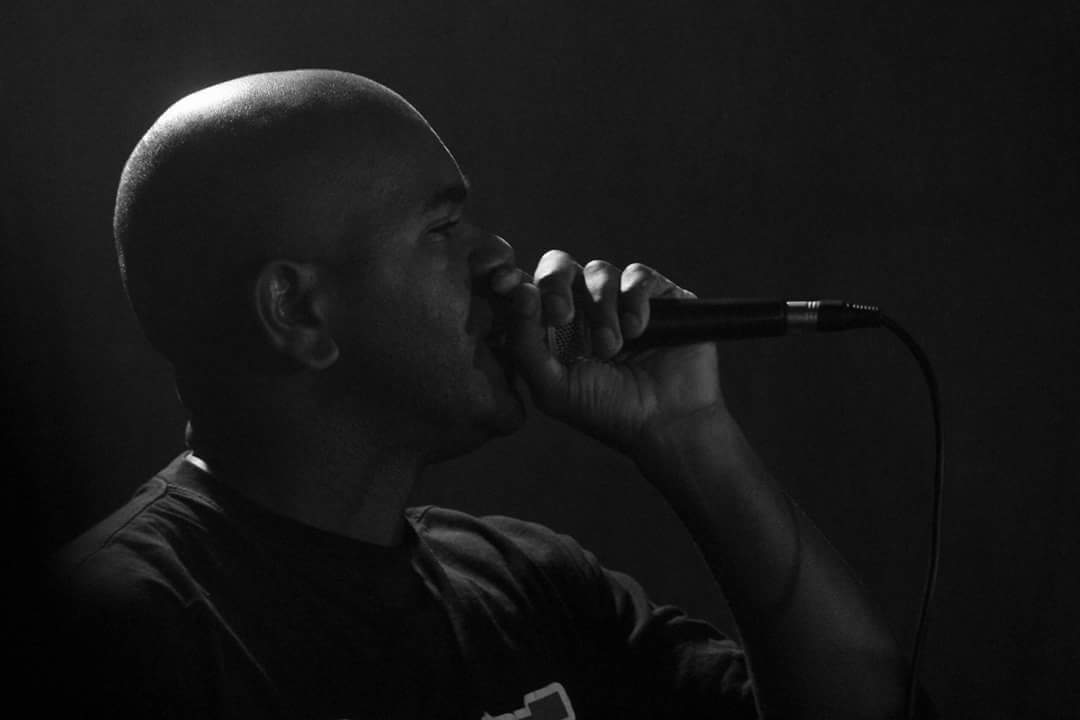
Medouze en concert au Ol'Dirty Bar

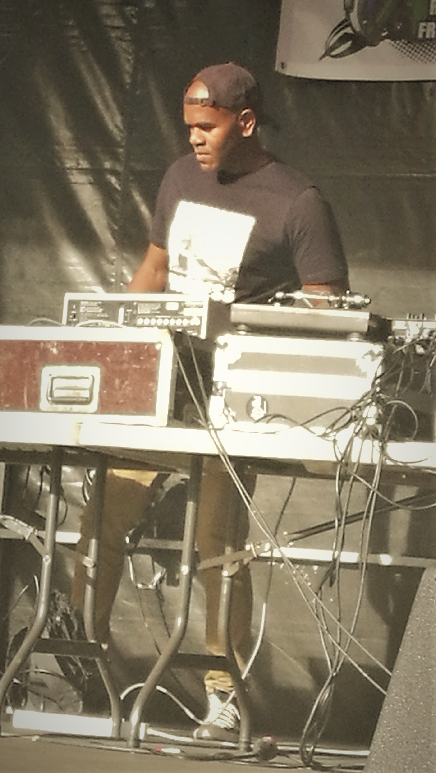
Medouze en concert au Festival Plan B

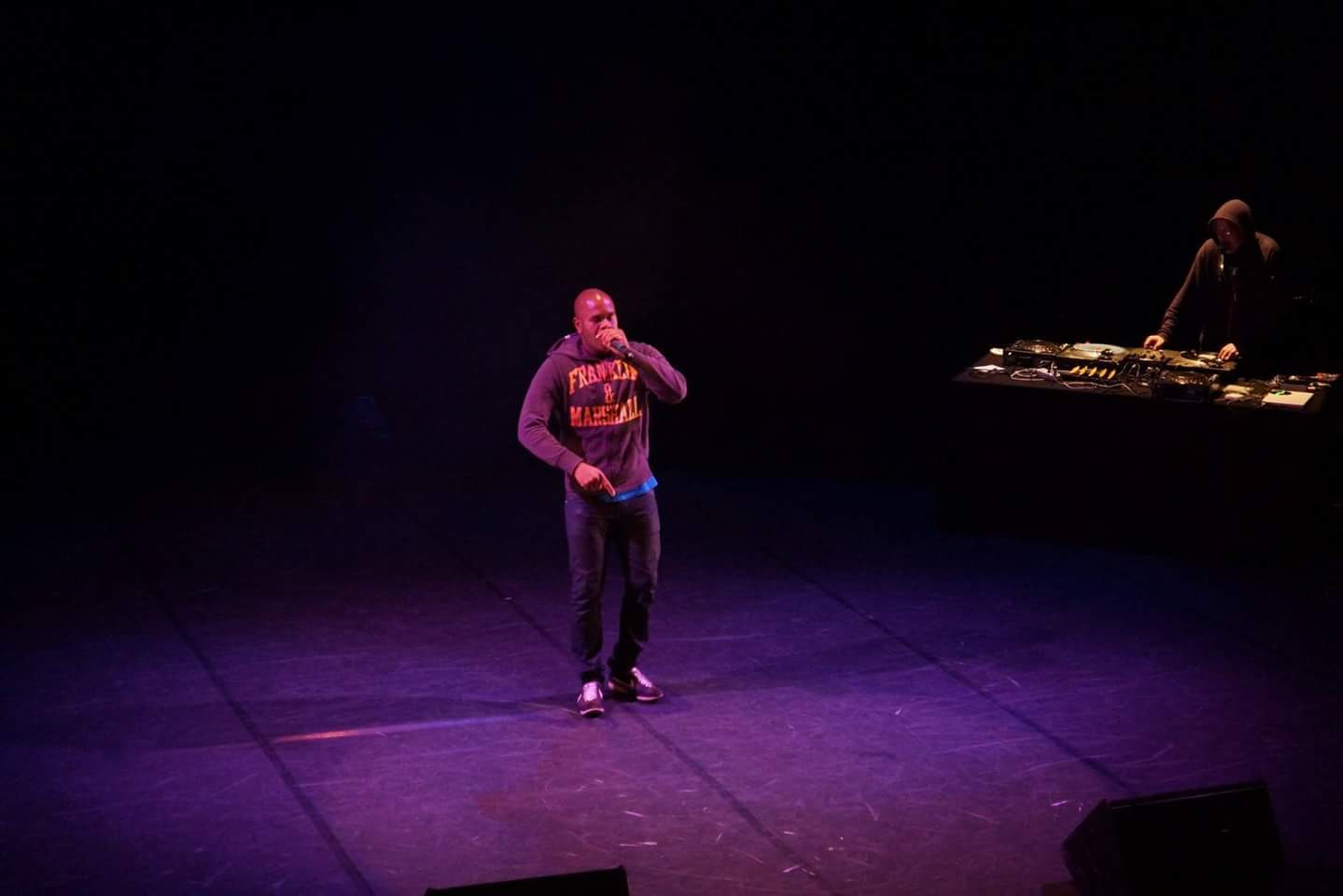
Medouze en concert au Festival ViF, Hip Hop Party.

Medouze est un artiste français rappeur et beatmaker. De son vrai nom Jean-Michel Joseph, Medouze a choisi ce nom de scène en hommage au roman La Rue Cases-Nègres  de Joseph Zobel. Il appartient à la mouvance du rap conscient.

## Biographie
Medouze fréquente la scène Hip Hop depuis les années 2000.
Danseur Hip Hop (breakdance avec la compagnie Black, Blanc, Beur) à ses débuts, il se tourne ensuite vers l’écriture puis vers le rap . Après quasiment 20 ans de carrière, il est cité comme un des acteurs du rap indépendant français dans le livre L'odyssée de la mixtape en France de Bursty De Brazza.
Medouze collabore avec Dee Nasty de juin 2013 à 2018 : album, concerts, clips, interviews, radios, ils parcourent ensemble les scènes de France et d'Europe,. Leur album en commun "Changer la donne" sort en janvier 2017.

## Discographie

### Albums studio
- 2001 : Je m'introduis (maxi 5 titres)
- 2003 : Je cours / Egopera vinyle deux titres feat Delta d'Expression Direkt
- 2005 : Un pas de plus
- 2006 : Street album Dur
- 2008 : Classic Hip hop (en collaboration avec Memo)
- 2010 : Soul attitude (Mixtape/Street album)
- 2016 : Talent brut
- 2017 : Changer la donne (en collaboration avec Dee Nasty)
- 2018 : Beatmaker progress
- 2020 : Vue d'intérieur (Royal Prod)
- 2023 : Arrêt sur image (Royal Prod)
- 2024 Beatmaker Progress 2
- 2024: Emotions (Royal Prod)
- 2025 Beatmaker progress 3

### Compilations
- Le monde de la nuit
- 16.44 pour la liberté d'expression

### Collaborations
- 1997 : Opération coup de poing Label Passe Passe
- 2002 : Beat Street Original Bombattak
- 2004 : Police 2 Bayes / Menace Record
- 2007 : ADN Criminel Believe / Ma Parole Prod
- 2007 : 78 Super Stars / Planet Record
- 2008 : Département 78 Believe / Negativ Music

### Featuring
- 2005 : Bras d'honneur feat Kertra et le T.I.N (Expression Direkt) (album Un pas de plus)
- 2006 : La rue a parlé feat. Despo Rutti Majster
- 2008 : La garde feat Delta (dans l'album de Delta L'art de la guerre)
- 2013 : Travail au noir feat. Despo Rutti
- 2018 : Représente feat. Knightstalker et Zhello
- 2018 : Intemporel feat. Papi Fredo
- 2018 : Changer la donne feat. Dee Nasty
- 2020 : La zone feat. Daddy Lord C (album Vue d'intérieur)
- 2020 : Les règles feat. Le T.i.n (Expression Direkt) (album Vue d'intérieur)